# 8524 Paoloruffini
8524 Paoloruffini è un asteroide della fascia principale. Scoperto nel 1992, presenta un'orbita caratterizzata da un semiasse maggiore pari a 2,3685572 UA e da un'eccentricità di 0,1077645, inclinata di 7,20175° rispetto all'eclittica.
È dedicato al matematico valentanese Paolo Ruffini.